# Bourovec topolový
Bourovec topolový (Poecilocampa populi) je noční motýl z čeledi bourovcovitých, žijící i na území České republiky. Je jedním z našich nejpozdnějších motýlů – v příhodných letech může létat až do prosince.

## Rozšíření
Jedná se o typický druh evropských listnatých lesů. Vyskytuje se ve vlhčích listnatých a smíšených lesích, v alejích podél cest, v zahradách a sadech, i u jednotlivých stromů na okrajích obcí. Vystupuje i do pahorkatin a podhůří, dle některých zdrojů je dokonce upřednostňuje před nížinami. Početnost druhu je proměnlivá, místy může být i hojný.

## Popis

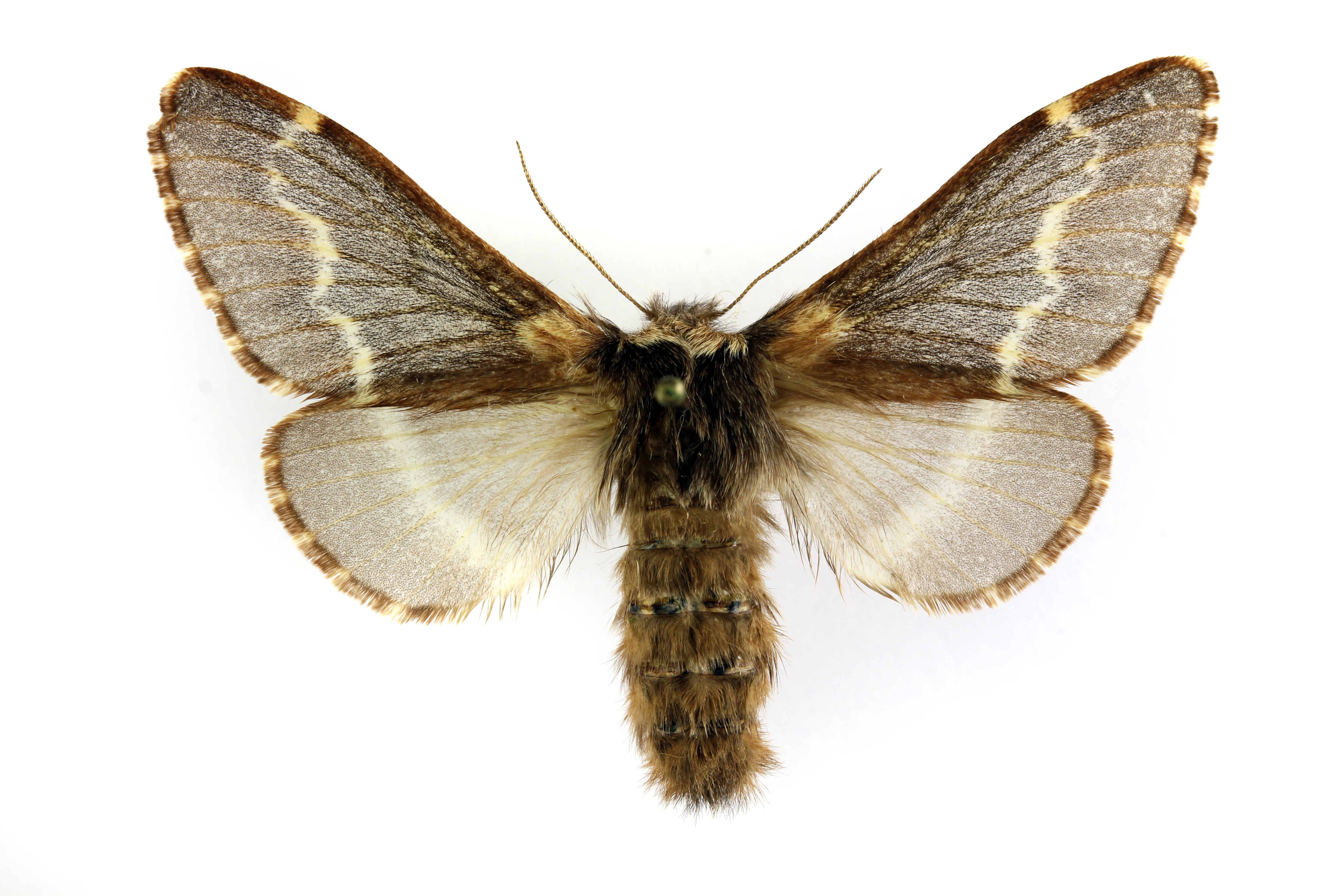
Sbírkový exemplář (samice)
(svrchní pohled)

Bourovec topolový patří k menším bourovcům. Délka předního křídla dosahuje 15–19 mm. Základní zbarvení je černohnědé, křídla jsou prosvítavá, řídce krytá. Přední křídlo je dvěma žlutavými páskami rozděleno na tři pole. Pole při kořeni křídla je nejmenší, rezavě zbarvené, výraznější u samců. Střední pole je tmavé až do černa a vnější pole je opět světlejší, s šedavým nádechem. Zadní křídla jsou světle šedá, s jedinou silnější bělavou příčkou, která je z vnitřní strany tmavěji lemovaná. Hustě ochlupená hruď je šedohnědá, vpředu s ostře ohraničeným hlavovým límcem, který je béžový. Pohlaví motýlů lze nejsnáze určit podle hřebenitých tykadel samců. Sosák je zakrslý.
Housenka posledního instaru je šedá, hustě chlupatá. Hřbetní strana je mramorovaná s oranžovými tečkami. Výrazná je zejména oranžová skvrna na článku za hlavou. Břišní strana je tmavohnědě skvrnitá. Hlava housenky je šedohnědá.
Kukla je tlustá, černohnědá, uložená v pevném, šedavém zámotku.

## Bionomie
Během roku vytváří jedinou generaci. Motýli létají přibližně od konce září do začátku prosince. Odolávají i podzimním mrazíkům. Lze se s nimi setkat večer a v noci u umělých zdrojů světla, ke kterým přilétají obě pohlaví. Samičky kladou vajíčka do štěrbin a škvír. Tam přečkávají zimu až do jara, kdy se z nich líhnou housenky.
Housenky žijí od května do července (zhruba pět týdnů) na mnoha živných rostlinách. Mohou to být jak lesní listnáče (dub, lípa, topol, jilm, olše, bříza, vrba, hloh, trnka), tak stromy ovocné (švestka, jabloň). Na konci vývoje slézají na zem, kde si vytvářejí kokon k zakuklení. Do kokonu zapřádají i kousky hlíny.
Motýli se z kukel líhnou přibližně po třech týdnech, může se ale stát, že kukla přeleží až do dalšího roku.

## Galerie

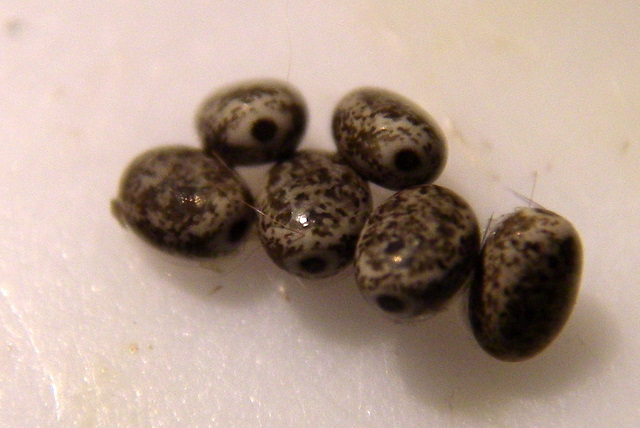
Vajíčka bourovce topolového
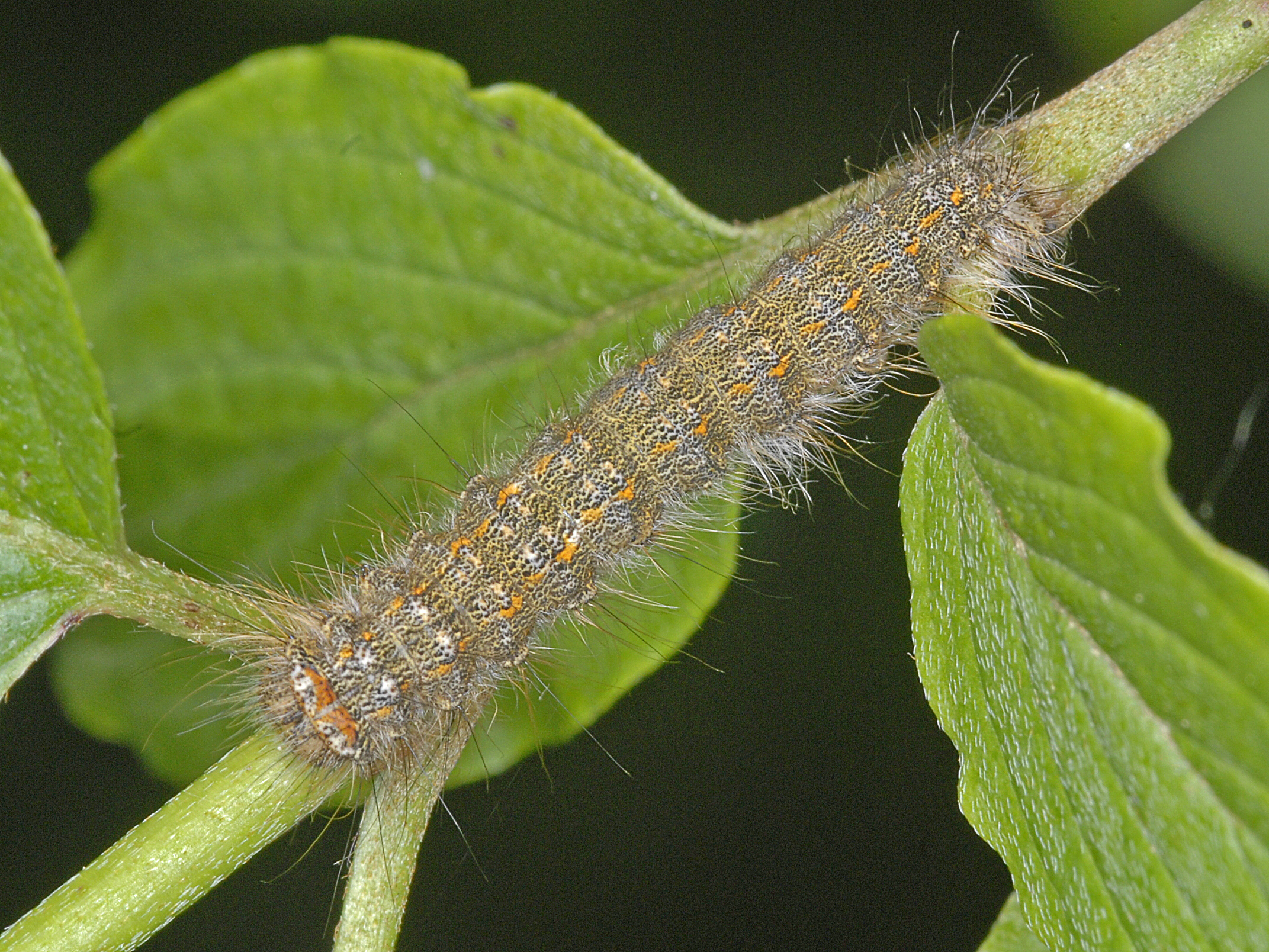
Dorostlá housenka
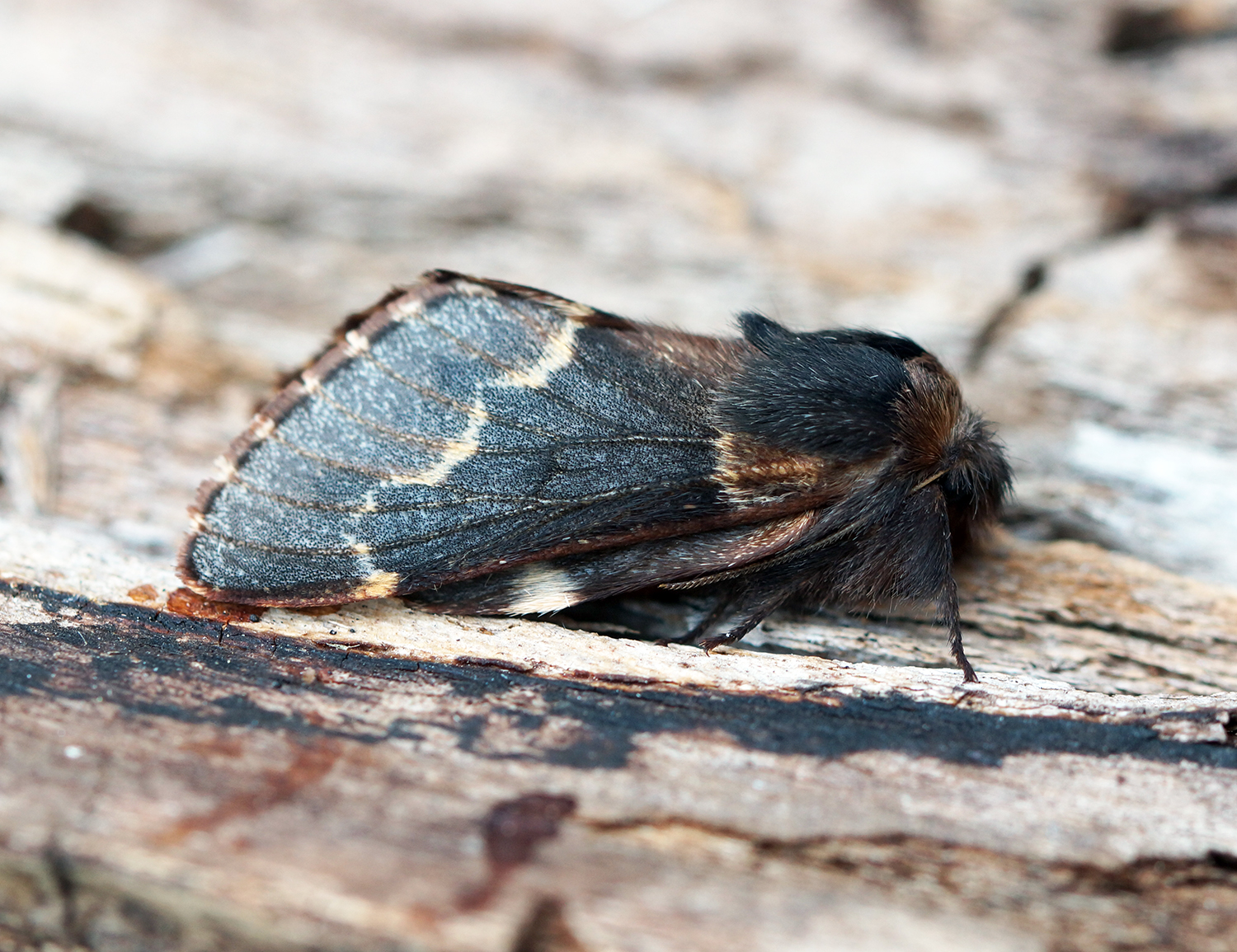
Imago samice
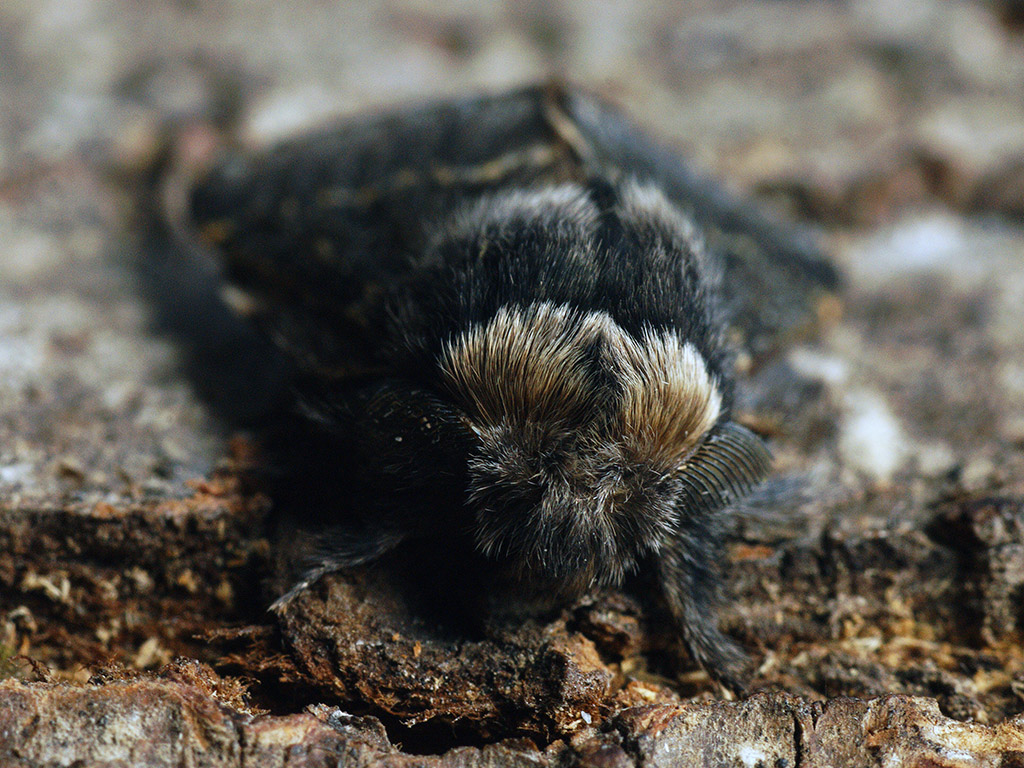
Detail hlavy samce